# Plagodis
Plagodis is een geslacht van vlinders uit de familie van de spanners (Geometridae) en de onderfamilie Ennominae.

## Soorten
- Plagodis alcoolaria Guenée, 1858
- Plagodis dolabraria Linnaeus, 1767 - lindeknotsvlinder
- Plagodis excisa Wehrli, 1938
- Plagodis fervidaria Herrich-Schäffer, 1858
- Plagodis hypomelina Wehrli, 1938
- Plagodis inusitaria Moore, 1867
- Plagodis keutzingi Grote, 1876
- Plagodis niveivertex Wehrli, 1938
- Plagodis ouvrerdi Oberthür, 1911
- Plagodis phlogosaria Guenée, 1857
- Plagodis porphyrea Wehrli, 1937
- Plagodis postlineata Wehrli, 1939
- Plagodis propoecila Wehrli, 1938
- Plagodis pulveraria (Linnaeus, 1758) - geelbruine bandspanner
- Plagodis reticulata Warren, 1893
- Plagodis serinaria Herrich-Schäffer, 1855
- Plagodis subpurpuraria Leech, 1897